# Штурмівщина
Штурмівщина — спішна, авральна робота з метою надолужити згаяний час. Штурмівщина була одним із процесів у ході сталінської індустріалізації СРСР. Її спричинили нестача коштів та устаткування, брак кваліфікованих кадрів, загальна техніко-економічна відсталість. Як наслідок, відбувались неритмічні поставки обладнання, плани будівництва заводів і фабрик змінювалися десяток разів, причому у бік збільшення, що не підкріплювалося відповідними матеріальними ресурсами.
Штурмівщина складається із трьох стадій:
1. «Сплячка» — перша третина планованого періоду. На цьому етапі ніхто нічого не робить, в першу чергу — оскільки нема наказу від начальства робити що-небудь.
2. «Раскачка» — на цьому етапі вже є попереднє розуміння того, що необхідно зробити, але ніхто досі нічого не робить — попереду ще досить часу і вимоги начальства можуть змінитись, так само як і саме начальство.
3. «Горячка» — це останній етап планового періоду, який передбачає створення готового продукту наприкінці, у протилежному випадку начальство буде покаране. Всі працюють наче навіжені, оскільки світле майбутнє вже так поруч і начальство постійно «стимулює» процес роботи водночас заважаючи досягти якісного результату.